# 錫翰
錫翰（?—1652年），滿洲愛新覺羅氏。篤義剛果貝勒巴雅喇第五子。清太祖努爾哈赤之侄。
崇德五年（1640年），皇太極委任錫翰為工部承政。崇德六年（1641年），皇太極率領清軍圍攻錦州，打敗洪承疇十三萬大軍。移軍逼近松山，掘壕以圍困明軍。駐軍於松山和杏山之間，命錫翰與內大臣多爾濟設兵埋伏於高橋。明杏山兵千人，因兵糧不繼而潛遁，伏兵四起，大敗明軍，追逐至塔山，俘虜斬殺者甚眾。明總兵曹變蛟夜間突襲皇太極軍營，錫翰偕同輔國公額克親合力抵禦，擊退明軍。
皇太極去世後，錫翰與索尼、譚泰、圖賴、鞏阿岱、鄂拜六人結盟於三官廟，立誓輔助幼主，六人如同一體。但是其後睿親王多爾袞擅自把握朝政，譚泰、鞏阿岱、錫翰三人皆背盟而事奉多爾袞，錫翰為多爾袞信任，累功升為貝子。當肅親王豪格死後，何洛會認為理應斬草除根，殺豪格年幼的兒子富綬。錫翰轉告多爾袞，但遭多爾袞拒絕。
順治七年（1650年），多爾袞染病，對錫翰及內大臣席訥布庫抱怨世祖不來探望。但又立即告誡他們不要請聖上臨幸。但是阻止不及錫翰等，世祖臨幸睿親王府第。睿親王因此斥責錫翰等，議罪當死，多爾袞降錫翰為鎮國公。
多爾袞死後，何洛會曾對錫翰說：「兩黃旗大臣與我相惡，我嘗訐告肅親王，今豈肯容我？」順治八年（1651年）二月，錫翰在何洛會被王大臣審問時供出。何洛會因而定罪被殺。
順治九年（1652年），錫翰因黨附之罪與其兄鞏阿岱、西訥布庫、冷僧機等被殺。其兄拜音圖亦因此事受牽連遭幽禁，於以罪削爵，與鞏阿岱、錫翰的後代俱被廢黜宗室資格。